# Thalassoalaimus pacificus
Thalassoalaimus pacificus är en rundmaskart som beskrevs av Murphy 1965. Thalassoalaimus pacificus ingår i släktet Thalassoalaimus och familjen Oxystominidae. Inga underarter finns listade i Catalogue of Life.